# Mark-Oliver Potzahr
Mark-Oliver Potzahr (* 1. Mai 1970 in Hamburg-Bergedorf) ist ein schleswig-holsteinischer Politiker (CDU). Er war von 2009 bis 2012 Abgeordneter des Schleswig-Holsteinischen Landtags.
Mark-Oliver Potzahr besuchte die Gertrud-Lege-Schule in Reinbek und das Sachsenwaldgymnasium. Seit 2000 arbeitet er bei einem Mineralölunternehmen in Hamburg, zurzeit als Teamleiter im Kundenservice.
Mark-Oliver Potzahr ist seit 1989 Mitglied der CDU Reinbek und Mitglied des CDU-Kreisverbandes Stormarn. Er engagiert sich seit 1998 in der Kommunalpolitik als Kreistagsabgeordneter und Stadtverordneter in Reinbek. In der CDU-Kreistagsfraktion ist Potzahr stellv. Fraktionsvorsitzender. Bei der vorgezogenen Landtagswahl in Schleswig-Holstein 2009 wurde er im Landtagswahlkreis Reinbek direkt in den Landtag gewählt. Im Landtag war er Mitglied im Sozialausschuss (stellv. Vorsitzender) und im Petitionsausschuss.
Daneben ist er langjähriges Mitglied in vielen Verbänden und Vereinen.
Am 23. Juni 2011 erlitt Potzahr einen schweren Schlaganfall. Er trat zur vorgezogenen Landtagswahl 2012 nicht mehr an.